# Tyrone Loran
Tyrone Loran (Amsterdam, 29 giugno 1981) è un ex calciatore olandese, di ruolo difensore, che ha giocato nella nazionale di calcio delle Antille Olandesi.

## Carriera

### Club
Gioca dal 2000 al 2002 nei Paesi Bassi, al Volendam. Nel 2002 si trasferisce in Inghilterra, al Manchester City. Nel 2003 passa al Tranmere Rovers. Nel 2005 viene ceduto a titolo temporaneo al Port Vale. Nel 2005 torna nei Paesi Bassi, firmando per il Roosendaal. Nel 2007 si trasferisce al NAC Breda. Nel 2011 viene prestato al De Graafschap. Nel 2013 viene ingaggiato dall'Ilpendam.

### Nazionale
Debutta in Nazionale il 6 febbraio 2008, in Nicaragua-Antille Olandesi. Segna la sua prima rete con la maglia della Nazionale il 26 marzo 2008, in Antille Olandesi-Nicaragua.